# Burg Hirschhorn
Die Burg Hirschhorn, auch Schloss Hirschhorn, ist eine sehr gut erhaltene Spornburg- und Schlossanlage oberhalb der am Neckar, an der Grenze zwischen Baden-Württemberg und Hessen gelegenen hessischen Stadt Hirschhorn.

## Lage
Die Burg Hirschhorn befindet sich auf einem nach Süden weisenden Sporn des Stöckbergs unmittelbar oberhalb der Hirschhorner Altstadt. Sie ist strategisch günstig so positioniert, dass von ihr aus das Neckartal sowie die Ausgänge des Finkenbachtals und des Ulfenbachtals kontrolliert werden konnten.

## Anlage

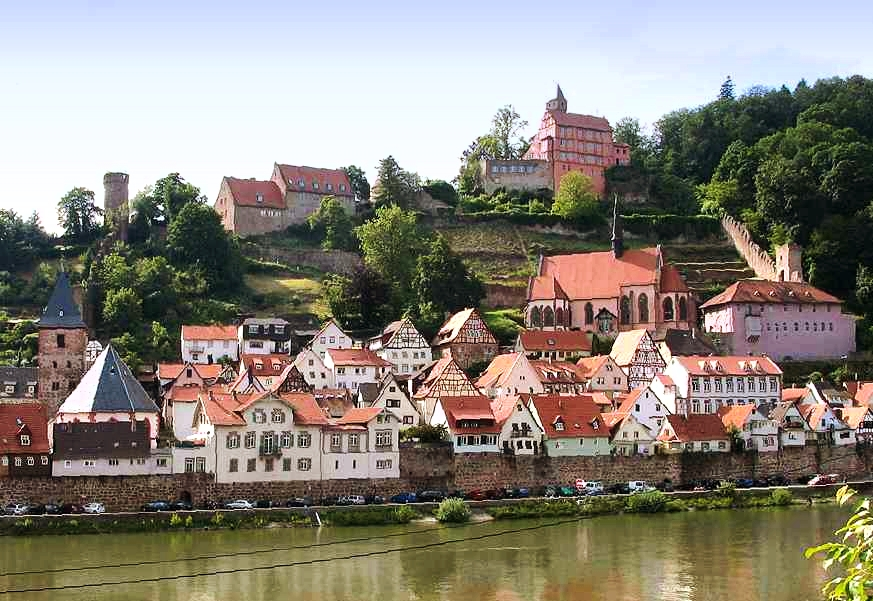
Burg Hirschhorn liegt unmittelbar über dem Ort

Bedingt durch den Umstand, dass die Burg mit mehreren Bauphasen über 800 Jahre lang erhalten geblieben ist, sowie durch die bis an die Hirschhorner Altstadt heranreichenden verwinkelten Befestigungswerke erschließt sich die Struktur der insgesamt recht weitläufigen Burganlage erst auf den zweiten Blick. Der gesamte Komplex setzt sich im Wesentlichen aus Hauptburg sowie oberer und unterer Vorburg zusammen.
Der Ursprung der Burg und die heute noch sichtbaren ältesten Bestandteile der Anlage befinden sich im Bereich der Kern- oder Hauptburg, dem höchstgelegenen Teils der Burg Hirschhorn. Augenfällig aus dieser frühen Bauphase ist insbesondere die nach Norden weisende mächtige Schildmauer hinter dem bis zu 15 m tiefen Halsgraben im Bereich des heutigen Parkplatzes. Ebenfalls zur Kernburg gehören der alte Palas (frühes 14. Jahrhundert, Umbau Mitte des 14. Jahrhunderts, neuerlicher Umbau nach Einsturz im frühen 19. Jahrhundert) mit dem angegliederten 26 Meter hohen Bergfried und einer renaissancezeitlichen Erweiterung des Palas, dem sogenannten Hatzfeld-Bau (Ende 16. Jahrhundert).
Unmittelbar unterhalb der Kernburg schließt an diese im Südwesten die obere Vorburg an, die der vom Parkplatz aus kommende Besucher der Anlage als erstes betritt. Die obere Vorburg ersetzte im 15. Jahrhundert einen älteren Zwinger des 14. Jahrhunderts. Ihre wichtigsten Bestandteile sind eine Bastion, deren Aufgabe es wohl war, den Zugang zum nördlichen Tor zu überwachen, und ein westlicher Rundturm, der sogenannte Gefängnisturm. Von der unteren Vorburg setzt sie sich im Süden durch eine Mauer und ein in diese integriertes zweigeschossiges Torhaus ab. Unmittelbar westlich des Torhauses befindet sich noch ein großer Brunnen, ansonsten ist der Innenbereich der oberen Vorburg bebauungsfrei.
Die untere Vorburg entstand in derselben Zeit wie die obere Vorburg. In ihr befinden sich der Marstall und einige weitere Gebäude. Der äußerste südliche Wehrturm der unteren Vorburg ist gleichzeitig Bestandteil der Stadtmauern von Hirschhorn. Wie an keiner anderen Stelle wird hier der architektonische Zusammenhang zwischen Burg- und Stadtbefestigung deutlich.
Die Befestigungsanlagen der Vorburgen und der Stadt dürften wohl aus einer Hand geplant und unter Hans V. von Hirschhorn um 1391 begonnen und im ersten Viertel des 15. Jahrhunderts abgeschlossen worden sein. Hans V. hat um 1400 auch das unmittelbar unterhalb der Burg anschließende und ebenfalls von Burgmauern berührte Kloster mit der zugehörigen Karmeliter-Klosterkirche Mariä Verkündigung gestiftet.

## Geschichte
Die Burg Hirschhorn wurde um 1260 von Johann von Hirschhorn gegründet, der sich 1270 zum ersten Mal nach der Burg nennt. Er war wohl der Enkel (eventuell Sohn) einer Heiratsverbindung zwischen den Edelherren von Steinach und den Ministerialen von Hirschberg (Burg über Leutershausen). Aus der großmütterlichen Familie von Hirschberg wurde auch das redende Wappen mit der Hirschstange übernommen und die neue Burg danach benannt. Möglich ist auch eine Burggründung durch den Vater Johanns von Hirschhorn, Konrad Rind von Steinach, um 1250. Auf eine noch ältere Burganlage gibt es keinerlei Hinweise. Mit dem wirtschaftlichen und politischen Aufstieg der Herren von Hirschhorn im 14. Jahrhundert wurde auch die Burganlage ausgebaut und erweitert. Ihre endgültige Form erhielt sie durch einen schlossartigen Umbau im Stil der Renaissance Ende des 16. Jahrhunderts. Die größtenteils aus Sandstein erbaute Burg blieb in der Neuzeit von größeren systematischen Zerstörungen verschont und befindet sich daher heute in einem sehr guten Erhaltungszustand.
Die Burg hatte im Laufe der Geschichte folgende Besitzer:
| um 1260–1632 | Herren von Hirschhorn, zunächst als Lorscher, dann als kurpfälzisches Lehen            |
| 1632–1699    | Kurmainz; als Lehen an die Freiherren Raitz von Frentz und an die Herren von der Recke |
| 1699–1803    | Kurmainzer Amtssitz                                                                    |
| 1803–1918    | Großherzogtum Hessen-Darmstadt (Amtssitz)                                              |
| 1918–1945    | Volksstaat Hessen                                                                      |
| seit 1949    | Bundesland Hessen                                                                      |

Seit 1959 ist im Renaissancebau Palas sowie im Marstall-Nebengebäude ein Hotel mit Restaurant untergebracht. In der alten Burgkapelle, welche sich im Palas in der ersten Etage befindet, ist auch die Außenstelle des Standesamtes der Stadt Hirschhorn untergebracht, wo Trauungen möglich sind. Ein weiteres Gebäude wird privat genutzt. Markantestes Gebäude der Burganlage ist das kleine Torwärterhäuschen mitten in der Burganlage. Der Rest der Burg (insbesondere Innenhof und Bergfried) ist frei zugänglich. Von Mai bis September werden wöchentlich an Samstagen kombinierte Stadt-/Burgführungen angeboten.
Die Burg ist über einen Fußweg (ca. 10 Minuten) von der Hirschhorner Altstadt aus zu erreichen; es befinden sich aber auch Parkplätze unmittelbar vor dem Burggelände.

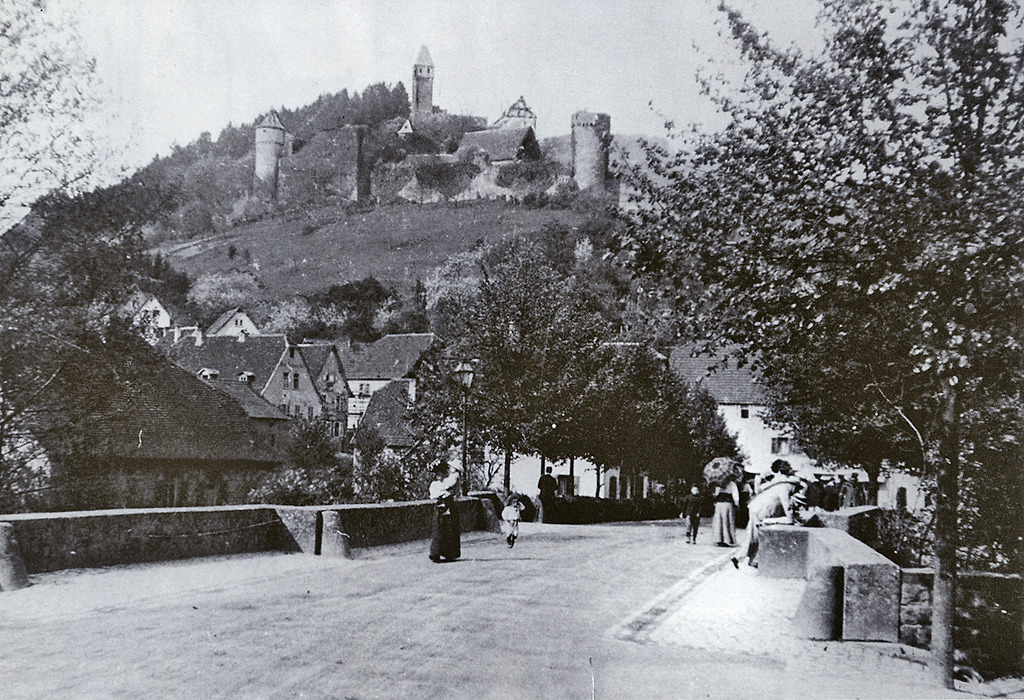
Die Burg um 1900. Im Vordergrund die Steinerne Brücke
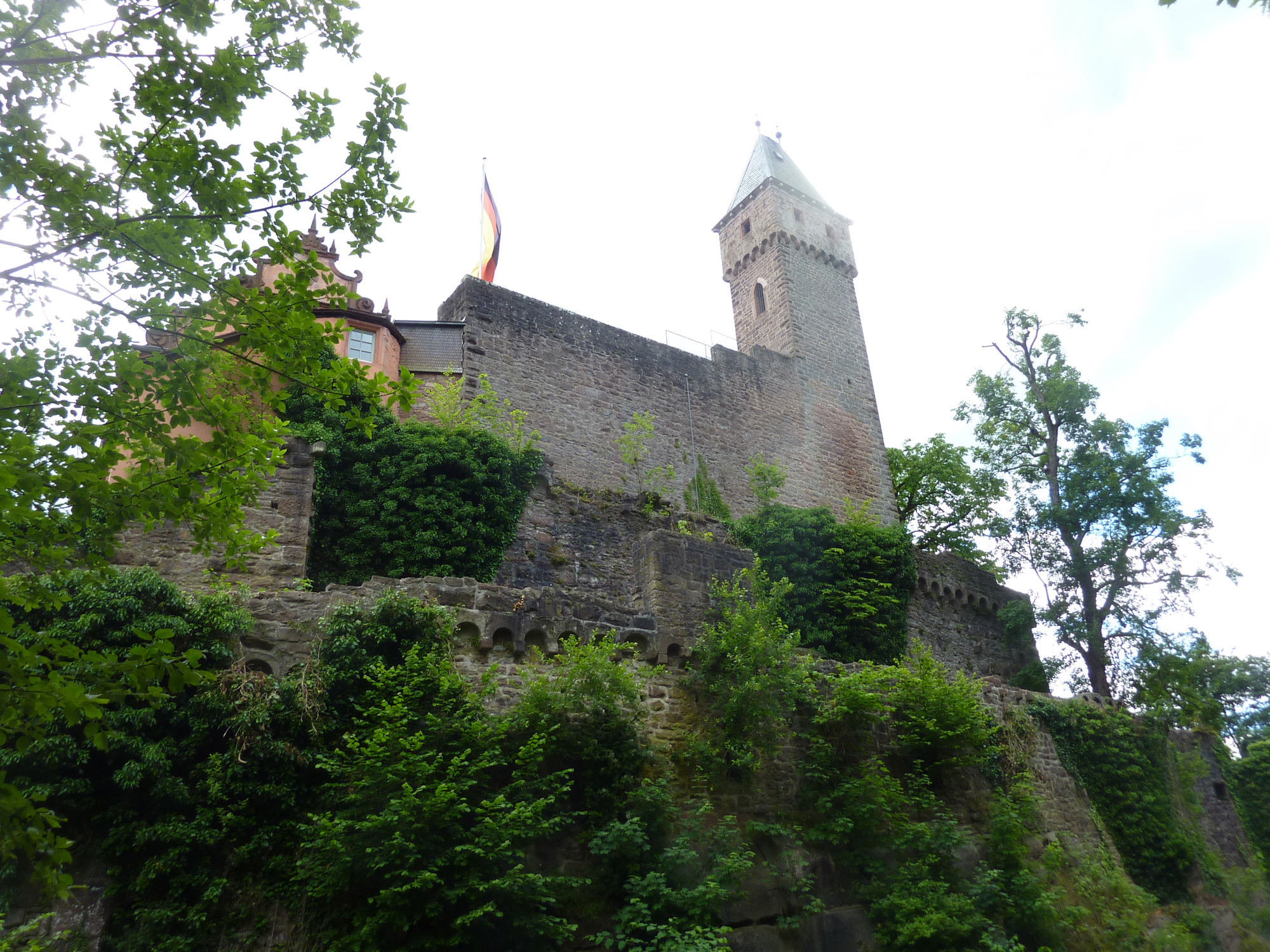
Nordseite mit Schildmauer und Bergfried
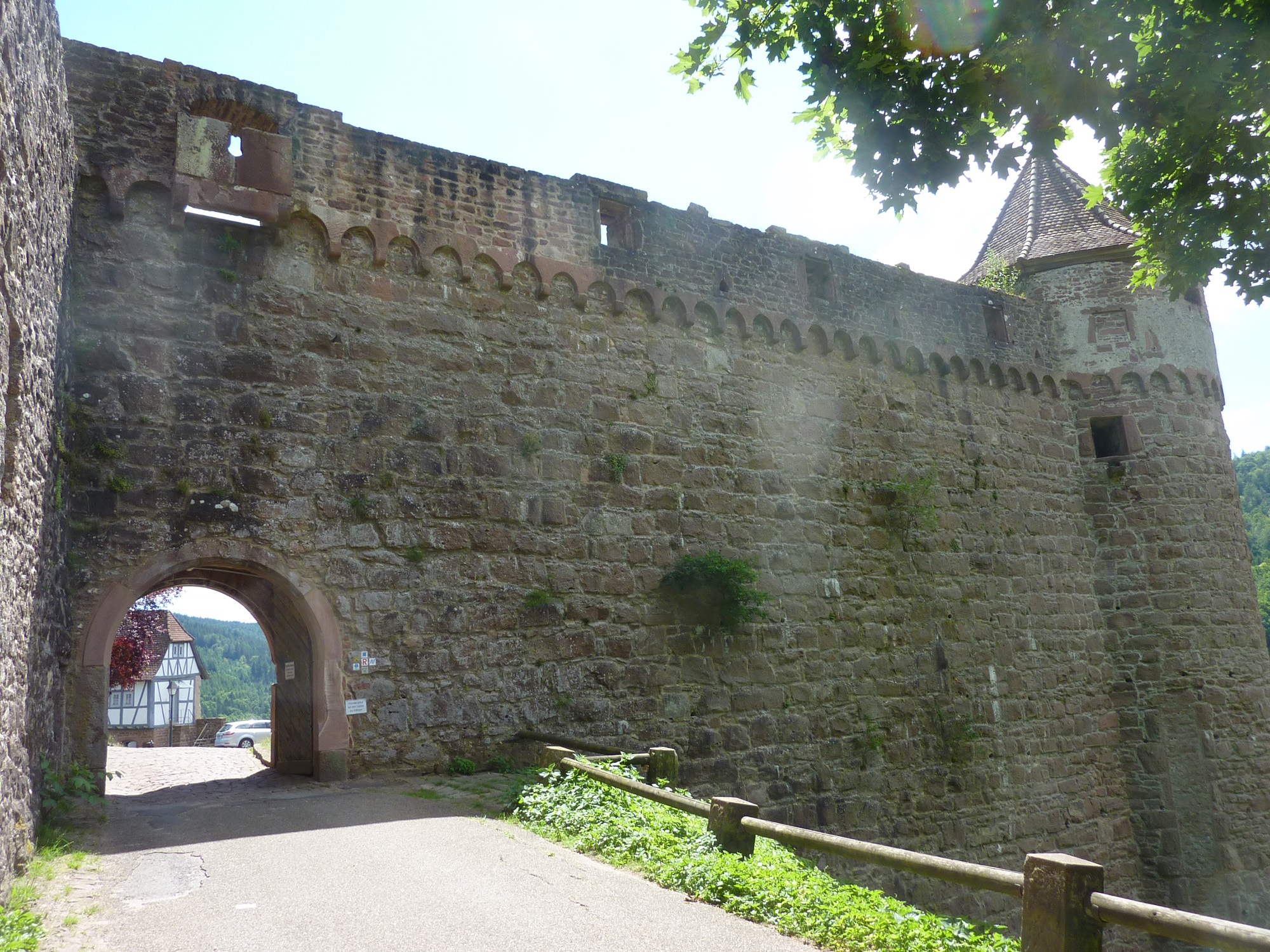
Nordtor mit Blick in die Burg
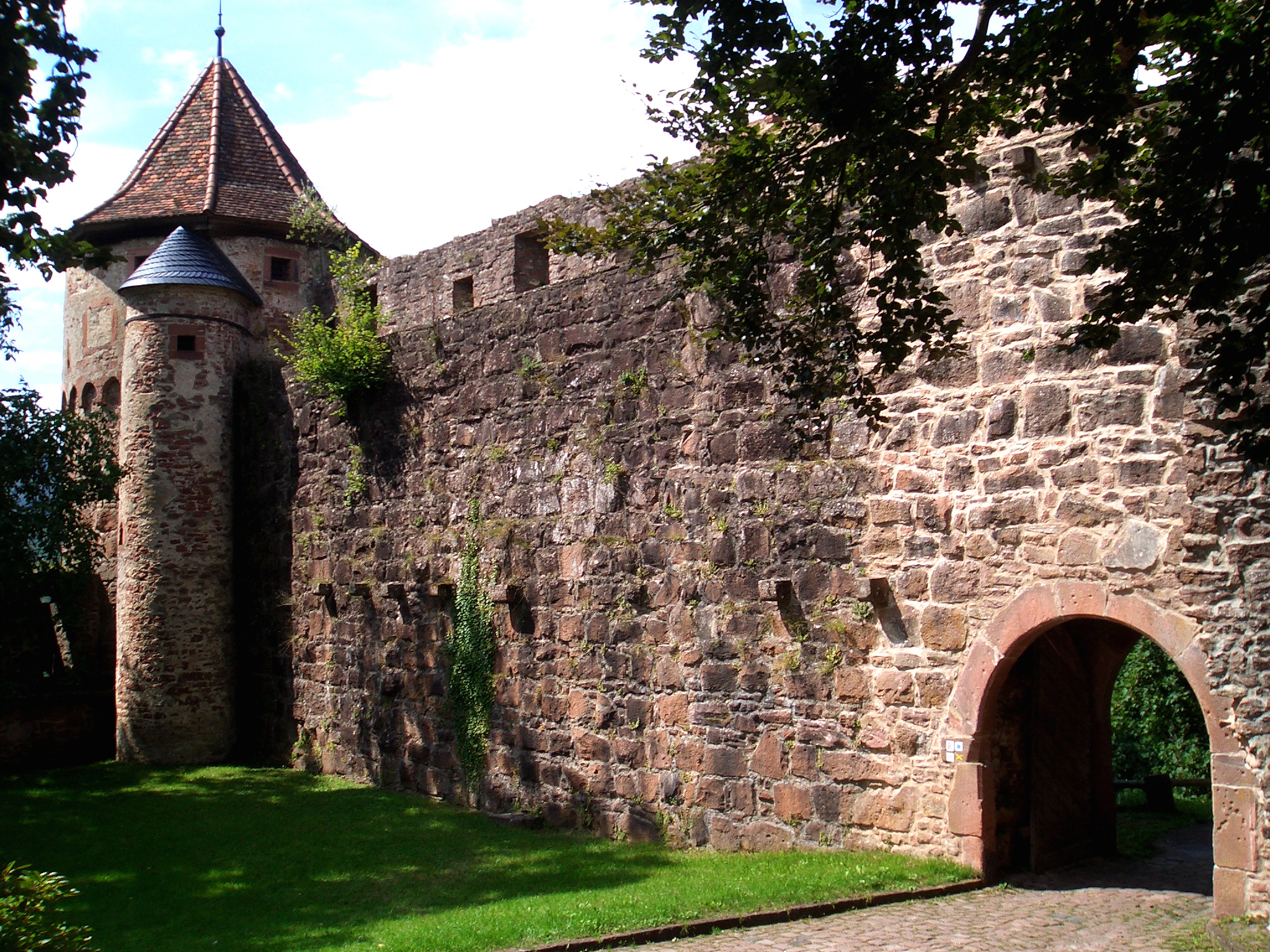
Nordtor und Gefängnisturm der oberen Vorburg
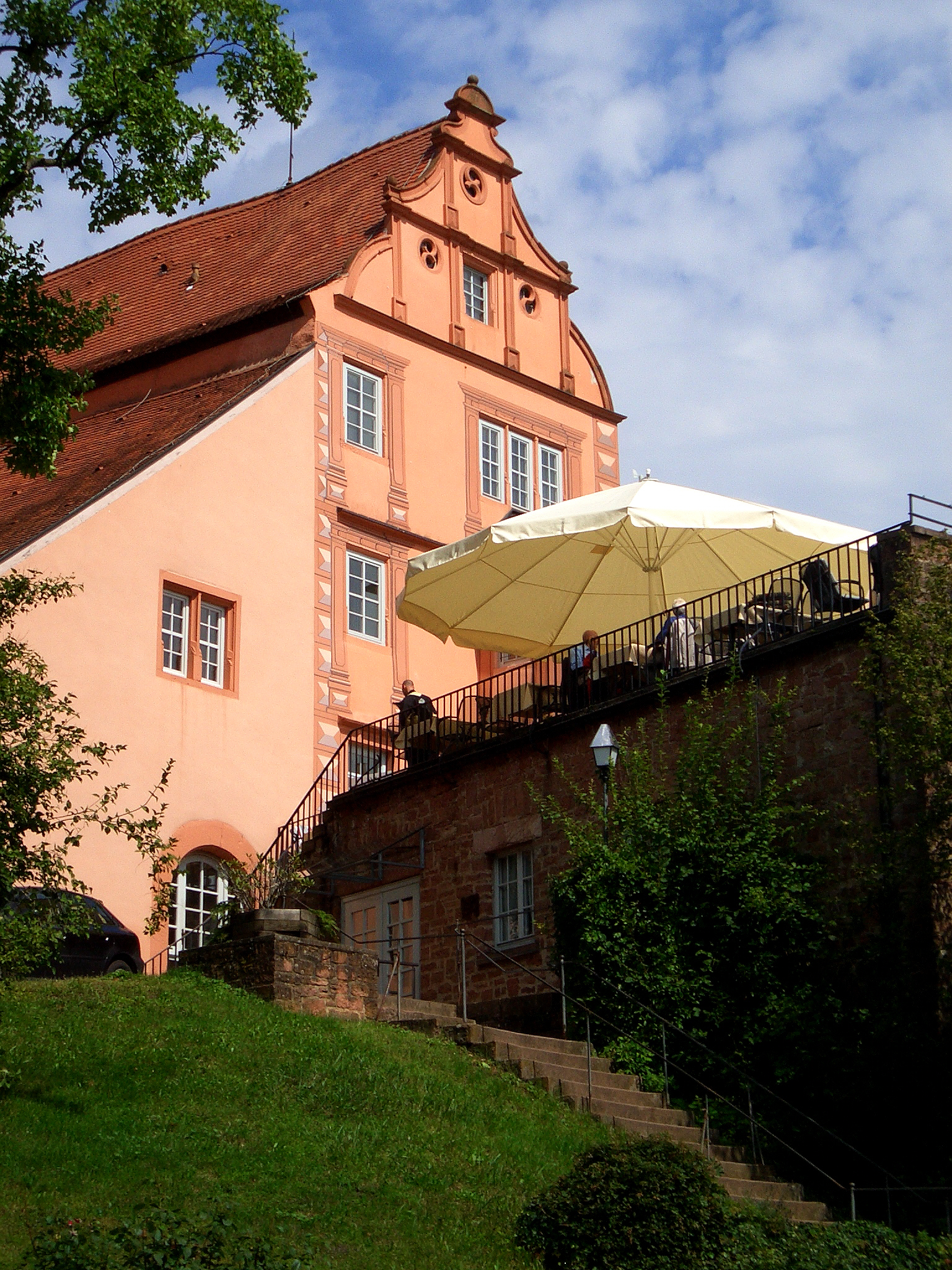
Renaissancezeitlicher Hatzfeldbau
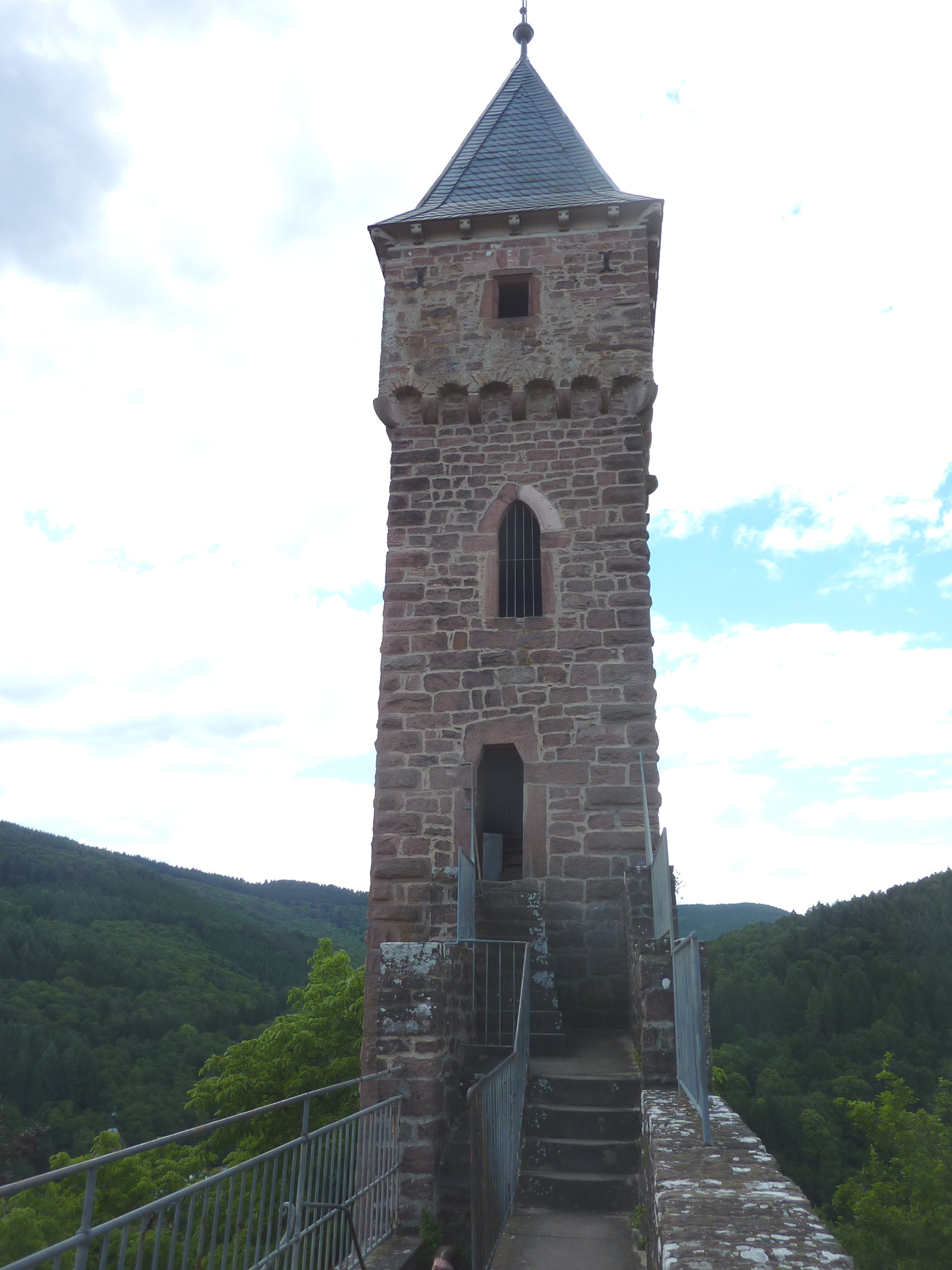
Bergfried von der Schildmauer aus
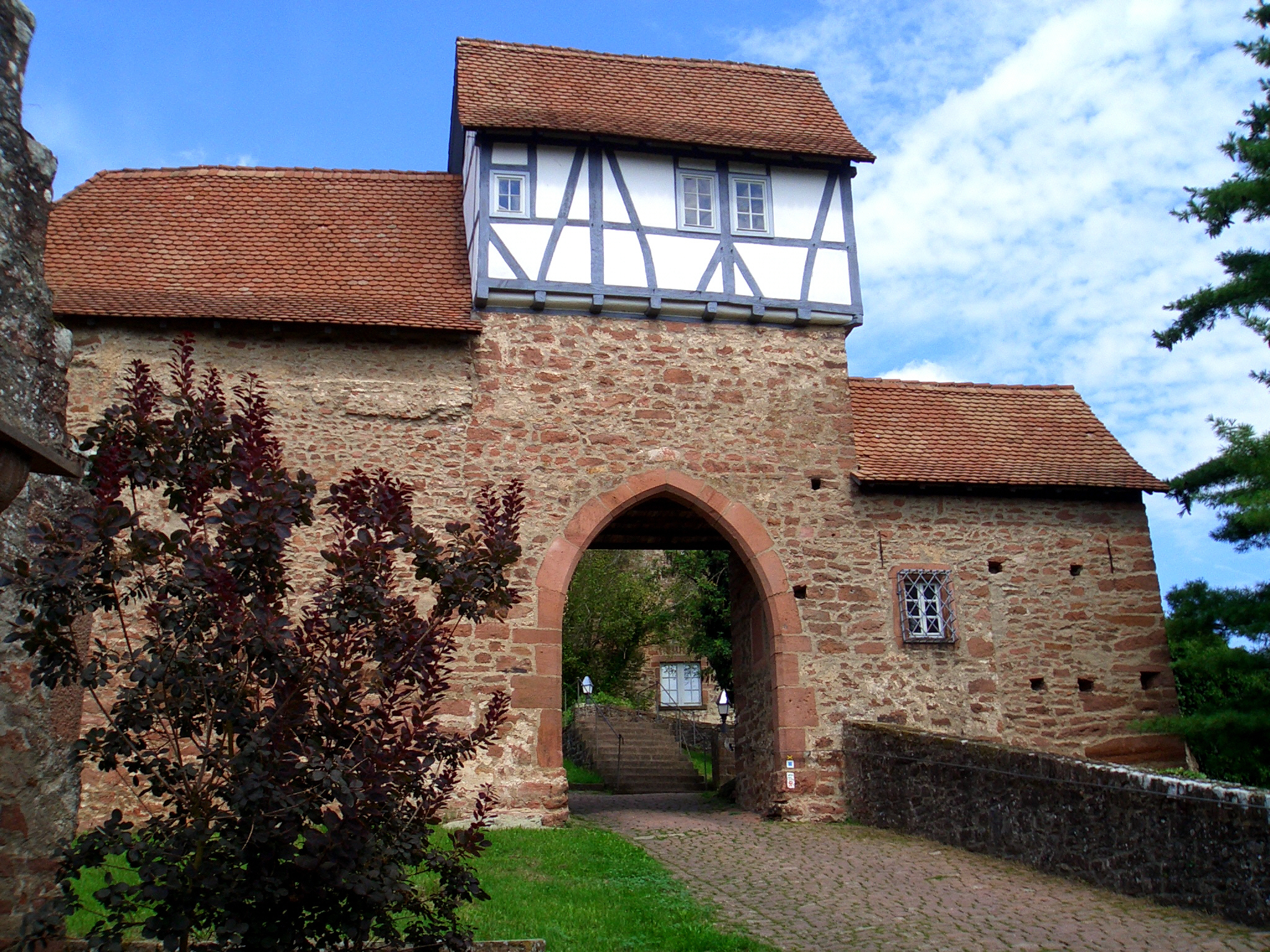
Torbau zwischen unterer und oberer Vorburg